# Heinrich Người tranh cãi
Heinrich II (951 - 28 tháng 8 năm 995), còn được gọi là Heinrich Người tranh cãi (tiếng Đức: Heinrich der Zänker), một thành viên của nhà Otto, hoàng thất Vương quốc Đức, là Công tước xứ Bavaria hai lần, lần đầu từ 955 đến 976 và một lần nữa từ 985 đến 995 và cũng là Công tước xứ Carinthia từ 989 đến 995.

## Cuộc đời
Ông là con trai của Công tước Henry I xứ Bavaria, em trai của Vua Otto I của Đức (Hoàng đế từ năm 962), và vợ ông là Judith. Henry nối nghiệp cha khi mới 4 tuổi dưới sự giám hộ của mẹ. Em gái ông là Hadwig đã kết hôn với Công tước Burchard III xứ Swabia vào năm 954. Năm 972, Henry kết hôn với Công chúa Gisela xứ Burgundy, là cháu gái của Hoàng hậu Adelaide.

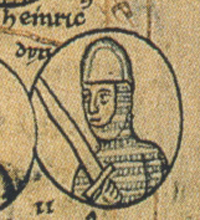
Công tước Henry trong phả hệ của triều đại nhà Otto, Chronica Holy Pantaleonis, Cologne, thế kỷ 13

Sau cái chết của Hoàng đế Otto vào năm 973, Henry có thể dựa vào mối quan hệ của mình với các công quốc Swabia và Bavaria ở Nam Đức cũng như Vương quốc Burgundy liền kề. Ông đã bổ nhiệm anh họ Henry của mình làm Tổng Giám mục Augsburg, từ chối trao quyền cho con trai Hoàng đế Otto và là người kế vị Otto II. Khi anh rể là Công tước Burchard III qua đời mà không có người thừa kế, ông đã tuyên bố chủ quyền với công quốc Swabia. Tuy nhiên, Otto II đã trao nó lại cho cháu trai của mình là Otto xứ Swabia; chống lại sự chống đối ngoan cường của bà góa Hadwig của Burchard.
Năm 974, Công tước Henry quyết định phế truất Otto II khỏi ngai vàng. Với sự hỗ trợ của em gái Hadwig, ông đã liên minh với các quý tộc Bavaria và Saxon cũng như với Công tước Boleslaus II xứ Bohemia và Công tước Mieszko I của Ba Lan. Otto II đã có thể bắt giữ Henry ở Ingelheim - mặc dù ông ta phải đối phó với những quý tộc nổi loạn ở Quận Hainaut và Tòa Giám mục Cambrai cũng như với các cuộc đột kích của vua Đan Mạch Harald Bluetooth ở Holstein.
Năm 976, Henry trốn thoát và kích động một cuộc nổi dậy ở Bavaria nhưng bị đánh bại khi Otto II chiếm Regensburg và lấy đi công quốc của Henry. Ông đã cắt Công quốc Carinthia và Phiên hầu quốc Áo khỏi Bavaria và giao cho những người ủng hộ ông là Henry Con (người đã đổi phe ngay sau đó) và Leopold nhà Babenberg. Một công quốc Bavaria nhỏ hơn được nhượng lại cho đối thủ của Henry là Công tước Otto xứ Swabia. Sau cuộc Cuộc chiến của ba Henry năm 977/78, công tước bị phế truất được đặt dưới sự giám sát của Giám mục Folcmar xứ Utrecht.
Khi Otto II đột ngột qua đời vào năm 983 vì bệnh sốt rét ở Rome, Henry được thả ra khỏi nơi giam cầm. Ông một lần nữa cố gắng chiếm đoạt ngai vàng của Đức khi bắt cóc Otto III còn đang là một đứa trẻ sơ sinh và theo biên niên sử thời trung cổ Thietmar xứ Merseburg, đã tự xưng là Quốc vương của người La Mã tại mộ của Hoàng đế Otto I và Vua Heinrich Người săn chim ở Magdeburg và Quedlinburg. Tuy nhiên, hóa ra ông đã mất đi sự ủng hộ của các công tước Đức và cũng không thể hất cẳng Công tước Henry Con khỏi Bavaria.
Thông qua cơ quan của Tổng giám mục Willigis ở Mainz, Henry vào năm 985 cuối cùng đã đệ trình Hoàng hậu Theophanu và mẹ chồng Adelaide của bà tại một hội nghị Hoftag ở Rohr. Mặc dù thất bại trong nỗ lực giành quyền kiểm soát nước Đức, ông đã giành lại được Bavaria và vào năm 989 cũng lấy được công quốc Carinthia.

## Hôn nhân và con cái
Henry và vợ Gisela xứ Burgundy có những người con sau:
- Henry IV xứ Bavaria (973/78–1024),[3] kế vị cha mình làm Công tước xứ Bavaria vào năm 995, hoàn thành tham vọng của cha mình khi được bầu làm Vua của người La Mã (như Henry II) vào năm 1002 và lên ngôi Hoàng đế La Mã Thần thánh năm 1014
- Bruno (mất năm 1029), Giám mục Augsburg từ năm 1006
- Gisela xứ Bavaria (984/85–1060), kết hôn với Vua Stephen I của Hungary.[2]